# Filonides de Dirràquium
Filonides de Dirràquium (en llatí Philonides, en grec antic Φιλωνίδης) va ser un metge grec nadiu de Dirràquium a Il·líria que va ser deixeble d'Asclepíades de Bitínia al segle i aC. Va exercir al seu país amb bona reputació i va escriure nombrosos llibres, potser fins a 40.
L'esmenta principalment Esteve de Bizanci a la seva obra Δυρράχιον. Probablement va escriure l'obra titulada Περὶ μύρων καὶ Στεφάνων, en llatí De Unguentis et Coronis, citada per Ateneu, que no obstant també podria ser obra del metge Filonides de Catana. Andròmac el jove diu que era autor d'una obra sobre farmàcia. Marcel Empíric també parla d'aquest Filonides.